# Cataño
Cataño é uma municipalidade (município) localizado no nordeste da costa de Porto Rico bordejada pelo Oceano Atlântico e adjacente ao norte e leste por San Juan; norte de Bayamón e Guaynabo; leste de Toa Baixa e oeste de Guaynabo e é parte da Área Metropolitana de San Juan. Cataño está espalhada por sete alas e Pueblo Cataño (O centro da cidade e do centro administrativo da cidade). E é parte da Área Metropolitana de San Juan - Caguas - Guaynabo.